# Dubiușca
Dubiușca (ukr. Дубінська, Dubinśka) – wieś w Rumunii, w okręgu Suczawa, w gminie Brodina. W 2011 roku liczyła 1040 mieszkańców.